# Arauđija
Arauđija (lat. Araujia), biljni rod iz porodice zimzelenovki čijih je desetak vrsta vazdazelenih grmastih penjačica autohton u Južnoj Americi, ali su neke vrste uvezena na jug Afrike, neke dijelove Europe, Australije i Novi Zeland.

## Vrste
1. Araujia angustifolia (Hook. & Arn.) Steud.
2. Araujia brachystephana (Griseb.) Fontella & Goyder
3. Araujia hassleriana (Malme) Fontella & Goyder
4. Araujia herzogii (Schltr.) Fontella & Goyder
5. Araujia megapotamica (Spreng.) G.Don
6. Araujia odorata (Hook. & Arn.) Fontella & Goyder
7. Araujia plumosa Schltr.
8. Araujia scalae (Hicken) Fontella & Goyder
9. Araujia sericifera Brot.
10. Araujia stormiana Morong
11. Araujia stuckertiana (Kurtz ex Heger) Fontella & Goyder
12. Araujia subhastata E.Fourn.
13. Araujia variegata (Griseb.) Fontella & Goyder

## Vanjske poveznice
|  | Zajednički poslužitelj ima još gradiva o temi Araujia |
|  | Wikivrste imaju podatke o taksonu Araujia             |